# Paracentrophyes praedictus
Espèce
Paracentrophyes praedictus est une espèce de kinorhynches de la famille des Neocentrophyidae.

## Distribution
Cette espèce se rencontre dans la mer des Antilles près du Belize.

## Description
Cette espèce mesure de 339 à 503 µm de long.

## Publication originale
- Higgins, 1983 : The Atlantic Barrier reef ecosystem at Carrie Bow Cay, Belize, II: Kinorhyncha. Smithsonian Contributions to the Marine Sciences, vol. 18, p. 1-131 (texte original).